# セルジュ・レジアニ
セルジュ・レジアニ（セルジュ・レッジャーニ、Serge Reggiani、1922年5月2日 - 2004年7月22日）は、フランスの俳優、歌手、画家である。

## 経歴
1922年5月2日、イタリアのレッジョ・エミリアに生まれる。1930年、家族とともにパリへ移り住む。1948年、フランスの市民権を取得した。
1950年、マックス・オフュルス監督の『輪舞』に出演し、1952年、ジャック・ベッケル監督の『肉体の冠』に出演する。1960年代以降、俳優業と並行して歌手活動も行う。晩年には、テオ・アンゲロプロス監督の『蜂の旅人』やアキ・カウリスマキ監督の『コントラクト・キラー』などに出演した。
2004年7月22日、パリにて死去。82歳没。

## フィルモグラフィー

### 映画

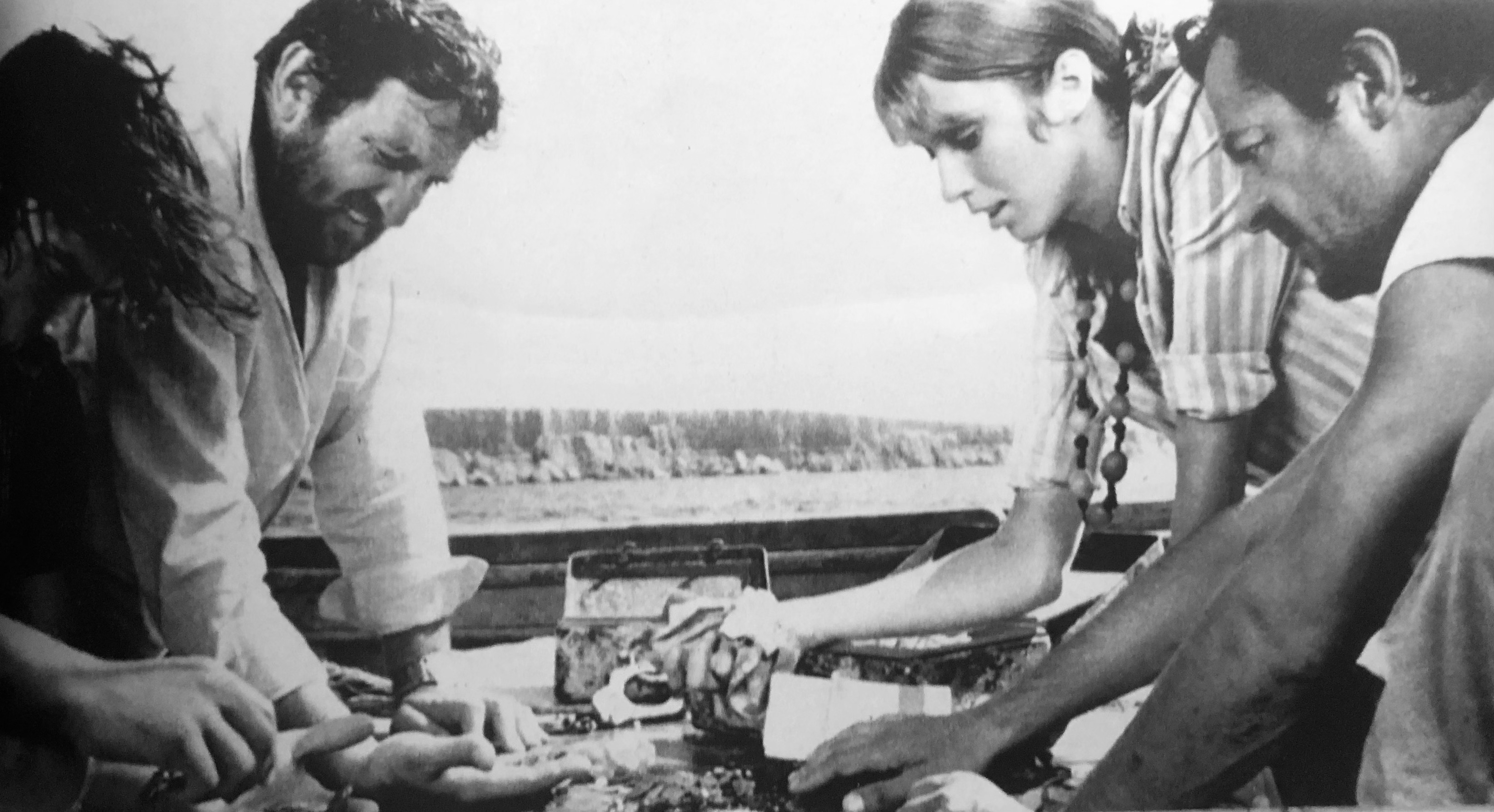
『冒険者たち』（1967年）

- 光なき星（1946年）
- 枯葉 夜の門（1946年）
- 情婦マノン（1949年）
- 火の接吻（1949年）
- 神々の王国（1949年）
- 二百萬人還る（1949年）
- 輪舞（1950年）
- 肉体の冠（1952年）
- 初恋（1952年）
- わたしの罪ではない（1953年）
- 想い出（1954年）
- 悪者は地獄へ行け（1955年）
- レ・ミゼラブル（1958年）
- 自殺への契約書（1959年）
- パリの旅愁（1961年）
- 戦闘（1962年）
- いぬ（1962年）
- 山猫（1963年）
- ジャガーの眼（1965年）
- 冒険者たち（1967年）
- 25時（1967年）
- マフィア（1968年）
- 影の軍隊（1969年）
- 友情（1974年）
- “猫”警部事件簿（1975年）
- イザベル・アジャーニの女泥棒（1977年）
- 蜂の旅人（1986年）
- 汚れた血（1986年）
- アラン・ドロン/私刑警察（1988年）
- 夏の月夜は御用心（1990年）
- コントラクト・キラー（1990年）
- プレイバック（1997年）